# Colera (kommunhuvudort)
Colera är en kommunhuvudort i Spanien.   Den ligger i provinsen Província de Girona och regionen Katalonien, i den östra delen av landet, 600 km öster om huvudstaden Madrid. Colera ligger 16 meter över havet och antalet invånare är 702.
Terrängen runt Colera är huvudsakligen kuperad, men åt nordost är den platt. Havet är nära Colera österut. Närmaste större samhälle är Roses, 15,9 km söder om Colera. 